# Neurosis (muzička grupa)
Neurosis je post metal sastav iz Ouklanda, Kalifornija. Isprva oformljen kao hardkor pank sastav 1985. godine, njihov zvuk je evoluirao ka zvuku dum metala, koji je često uključivao elemente dark ambijent i industrijal metal muzike, a ponekad i elemente folk muzike. Sastav se često pominje kao pionir i osnivač post metal žanra, kao i glavni uticaj na sastave u okviru ovog žanra.
Sastav je oformljen krajem 1985. godine kada su članovi Skot Keli, Dejv Edvardson i Džejson Roder oformili hardkor pank sastav. Godine 1986. Čed Solter se priključuje grupi kao drugi gitarista, da bi ga 1989. godine na toj poziciji zamenio Stiv Von Til. U ovom periodu sastav se odmiče od svojih korena u pank muzici i okreće se ka dum metalu. Od 1990. do 1993. godine, grupi se priključuje Adam Kendal na vizuelnim efektima tokom svirki, kojeg kasnije zamenjuje Pete Inc., da bi na tu poziciju u sastavu došao Džoš Grejem. Članovi grupe navodili su Henka Vilijamsa, Džimija Hendriksa, Pink Flojd, Blek Sabat, King Krimson, Blek Fleg, Hokvind, Džoj divižon, Melvins, Amebiks, Vojvod i mnoge druge grupe kao inspiraciju i uticaj.
Grupa je osnovala i izdavačku kuću Neurot Recordings, koja se, osim izdavanja materijala grupe, bavi izdavanjem materijala i srodnih grupa i projekata, kao i izdavanjem materijala drugih grupa i muzičara. Interesantna pojava je grupa Tribes of Neurot, koja je dark ambijent sastav i alter ego grupe Neurosis, a čiji se albumi namenski trebaju slušati zajedno za unapređen doživljaj.

## Diskografija

### Studijski albumi
- (1987)
- (1990)
- (1992)
- (1993)
- (1996)
- (1999)
- (2001)
- (2004)
- (2007)

### Singlovi iEP
- (1986)
- (1989)
- (1990)
- (1999)
- (2000)

### Koncertni albumi
- (2002)
- (2003)
- (2010)

## Spoljašnje veze
- - zvanična prezentacija